# Piràmide de Djedkare-Isesi
La Piràmide de Djedkare (o Piràmide de Djedkare-Asosi o també Piràmide de Djedkare-Isesi), faraó de la Cinquena Dinastia (2405 - 2367 aC.), es troba al sud de Saqqara. La zona avui es coneix com a Al-Xawaf ('el vigilant'), perquè es troba en una roca just al damunt de Saqqara.
}ria dels governants de la Cinquena Dinastia fossin enterrats a Abusir, Djedkare construí la seva piràmide al sud de Saqqara, uns sis quilòmetres al sud d'Abusir.

## Ubicació
La piràmide de Djedkare-Isesi es troba a Saqqara i al sud, prop de la mastaba de Shepseskaf. Igual que el seu predecessor Menkauhor, Djedkare-Isesi tampoc no construiria la seva piràmide a Abusir, on van ser enterrats la major part dels altres reis de la cinquena dinastia. Sobre les raons per al canvi de necròpolis només es pot especular: l'emplaçament de la necròpolis d'Abusir possiblement estava sent explotat, per la qual cosa Menkauhor es va haver de buscar un nou lloc, o els reis enterrats a Saqqara provenien d'una altra branca de la família com els reis d'Abusir. Potser buscaven, de manera molt conscient, la proximitat a altres construccions, més antigues.
Tot i que Djedkare-Isesi no va ser enterrat a Abusir, va reorganitzar, emperò, el culte real d'aquesta necròpolis. Fins ara, la majoria dels documents administratius que es van trobar a Abusir (els anomenats papirs d'Abusir), són del seu regnat. A més, els familiars propers, com el Príncep i la Princesa Neserkauhor Chekeretnebti van ser enterrats allà.

## Exploració
La piràmide ara està mal conservada i també poc investigada. Quan la van visitar per primera vegada John Shae Perring i Karl Richard Lepsius, les obres d'aquests van donar una primera descripció de la superfície exterior. El 1880, Gaston Maspero hi va penetrar a la recerca dels Textos de les Piràmides en el sistema de cambres de la piràmide, però no es va poder determinar qui era el propietari de la tomba. Quan no va trobar cap Text de les Piràmides, va perdre interès en la construcció. El 1945, Abdel Salam Hussein i A. Varille van començar un estudi sistemàtic de la construcció, quan es pot identificar el nom del rei i, per tant, si la construcció es pot assignar a la Cinquena Dinastia. La primerenca mort dels dos científics va fer impossible publicar els resultats de la seva recerca. Ahmed Fakhry, el 1951, va dirigir i continuar les excavacions; amb el seu consentiment, Vito Maragioglio i Celeste Rinaldi, el 1977, van publicar un primer inventari de llur llegat acadèmic. Mohamed Moursi publicà més resultats en 1987.
A partir de 1980, Mahmud Abel Razeh va netejar la zona nord del temple funerari i va descobrir fèretres de fang i fusta i restes de figures de serps, datades a l'Imperi Nou i al Baix imperi. A partir del 2001, Bernard Mathieu, per compte de l'Institut français d'archéologie orientale al Caire (IFAO), va dirigir dues campanyes d'excavació, en els quals es van dur a terme tasques de restauració i part de les decoracions en relleu foren rescatades d'entre la runa de les excavacions anteriors. En general, una gran part de la construcció i els descobriments no estan ben documentats i no hi ha plànols exactes.

## Arquitectura

### Piràmide

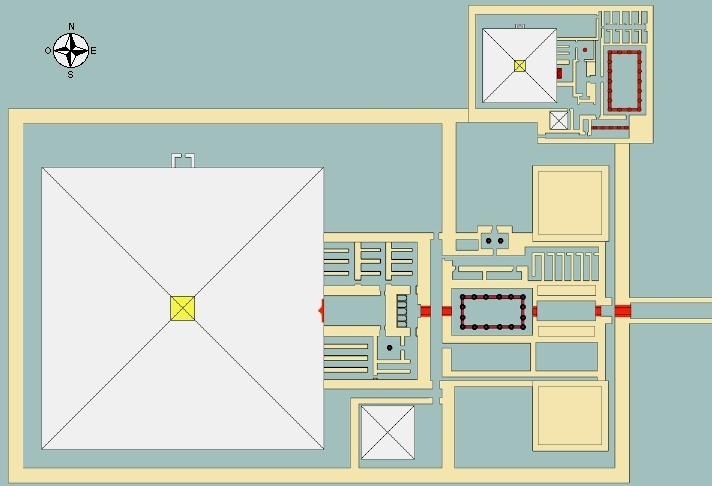
Plànol de la zona de la piràmide

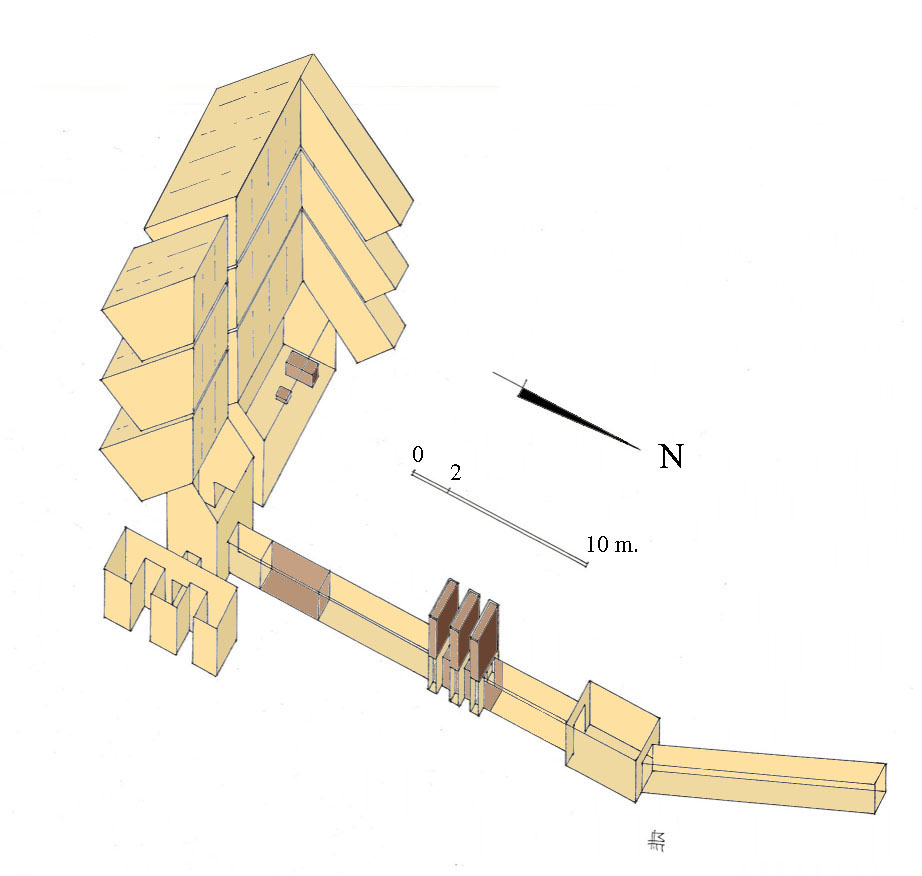
Representació axonomètrica del sistema de cambres de la piràmide

Igual que amb la Piràmide de Niuserre, el nucli va ser construït en sis etapes. L'entrada està a nivell del sòl, 2,5 ma l'est del centre de la part nord. Per primer cop (des de la Piràmide encorbada), trobem altre cop rastres d'una entrada a una petita capella de pedra calcària, de 6,71 x 4,69 m de grandària. Segons Rainer Stadelmann hi havia probablement una porta falsa al costat sud de la capella.
El passadís descendent, de 9,20 m de llarg, revestit de granit, segueix bloquejat amb blocs de granit. Condueix a una cambra de pas gairebé horitzontal, revestida de pedra calcària. A continuació es troba un altre passadís amb tres pedres de granit i una contrapart horitzontal amb una lleugera corba cap a l'est. Després d'un total de 24,5 m de passadís s'arriba a la pre-cambra, que és exactament al centre de la piràmide.
A l'est de la pre-cambra hi ha una habitació amb tres nínxols, que va ser realitzada de manera relativament crua, a diferència de la cambra funerària, que estava recoberta de pedra calcària fina. Marc Lehner parla de tres magatzems i recorda que el desenvolupament d'aquesta funció es pot remuntar fins i tot a la Piràmide de Menkaure, a la Mastaba del faraó i a la Piràmide d'Userkaf En els sistemes predecessors directes que no es produeixi l'espai, però es va mantenir sòlid nucli de retenció per als següents complexos de piràmides Rainer Stadelmann també pensa en una mena de soterrani o trasters, tal com tenien les piràmides més antigues de la dinastia III d'Egipte: És almenys curiós observar com, malgrat els sistemes de culte de superfície cada cop més perfeccionats, amb els seus magatzems dobles, sembla que aviat arriba altra vegada la necessitat d'emmagatzemar al costat dels llocs d'enterrament.Segons Peter Jánosi podria haver servit com a magatzem per a certs equipaments rituals d'ultratomba. També se'l coneix com a "serdab", que significa espai inaccessible, se suposa que per a les estàtues allà presents, però això és molt discutible.
A l'oest de l'avantcambra es troba la cambra funerària rectangular. L'avantcambra i la cambra d'enterrament es troben seriosament danyades pels saquejadors de tombes. Un sostre a dues aigües fet de tres capes d'enormes bigues de pedra calcària cobria ambdues cambres. El pas entre la cambra anterior i la principal està protegit per un arc de descàrrega de pedra, que és el més antic que es coneix, voltes de pedra reals a Egipte, però no individuals, sinó en unió de maçoneria Fora de la paret oest de la cambra de la tomba es troba en una cavitat d'uns 12 cm de profunditat un sarcòfag de basalt, que pot ser reconstruït a partir dels fragments que hi ha en els enderrocs. També es va determinar que hi havia al costat un lloc ocult per al vas canopi. Es van trobar les restes momificades d'un home d'uns 50 anys, que es creu que les restes del governant. A causa del seu llarg regnat, això significaria que va haver de pujar al tron molt jove.A més es van trobar a la cambra de la tomba fragments d'alabastre i una faiança de pisa i or.

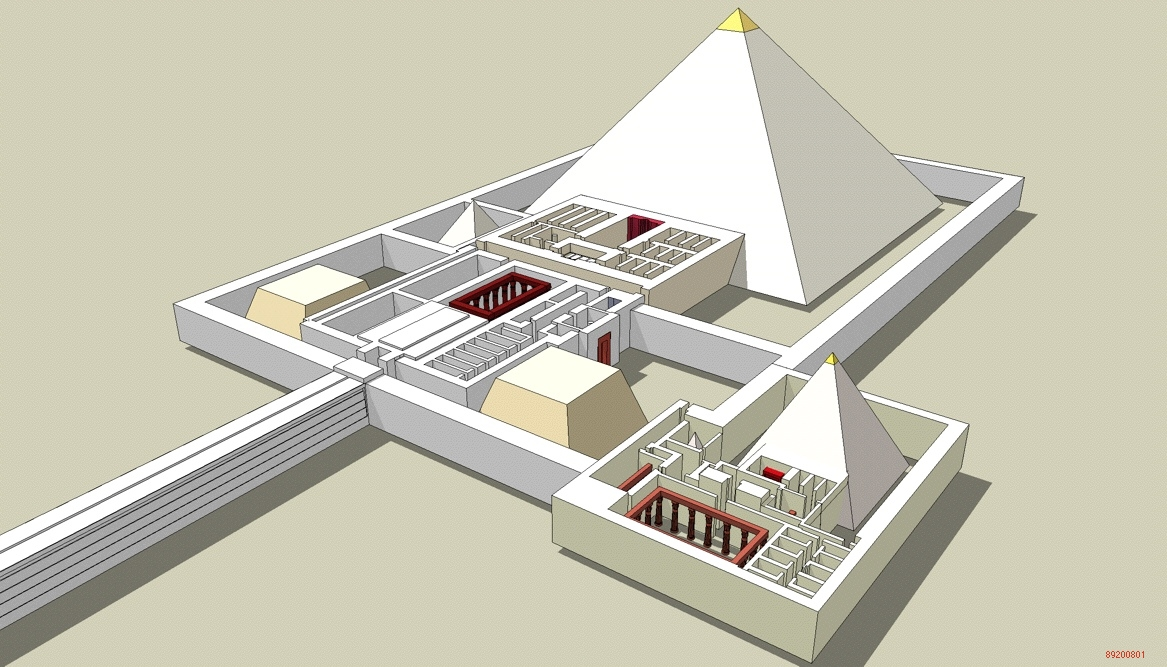
Reconstrucció de la zona de les piràmides
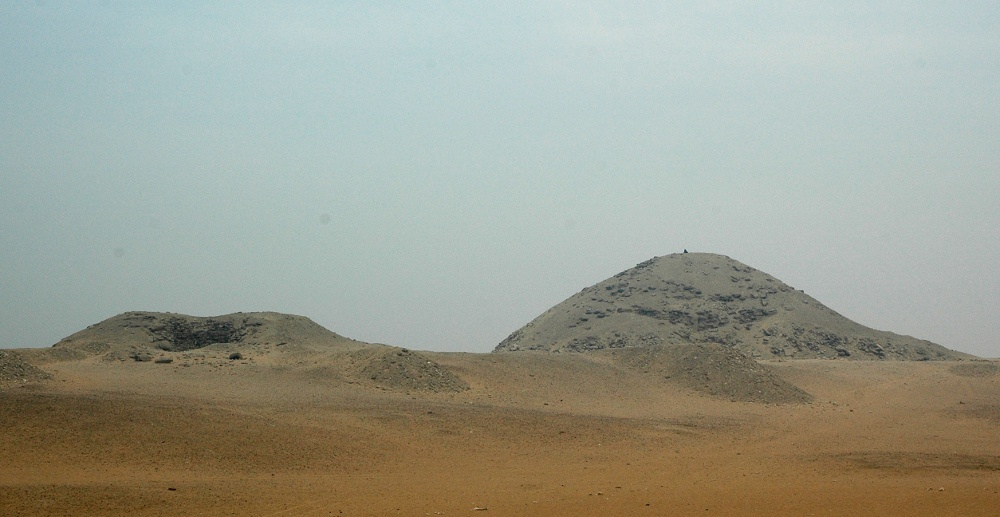
Piràmide de Djedkare-Isesi (dreta) i un "Reina anònima" (esquerra)
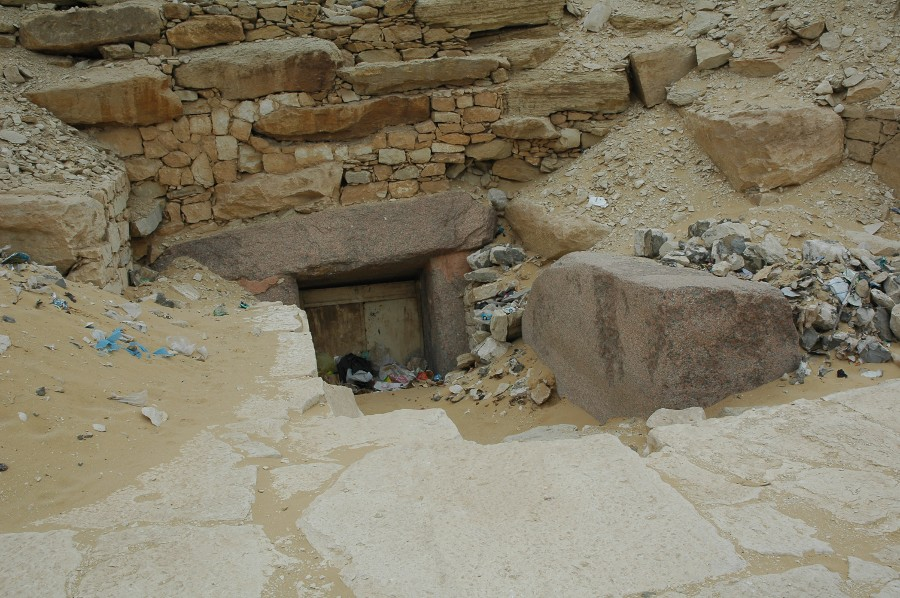
Accés a la piràmide en el seu costat nord

### Temple funerari

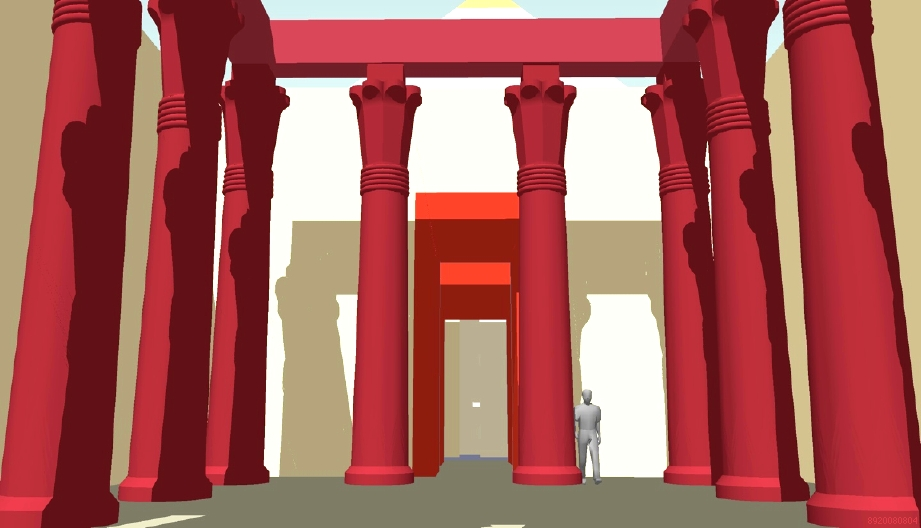
Reconstrucció del pati obert amb columnes de palma

La (no excavada) rampa processional s'uneix a l'incompletament excavat temple funerari. Els fragments de relleu en la seva majoria inèdits estaven en la seva decoració en riquesa i bellesa al nivell dels temples dels reis d'Abusir.Entre aquests hi ha representacions del rei dels déus i deesses, com ara Athor, que sosté el signe de la vida darrere de Wadjet i Seth dempeus. Es van localitzar ulls incrustats a les representacions.
La façana de l'entrada del temple funerari està dominada per dues grans torres quadrades- Lehner ja parla de murs-pilons -que fins i tot podrien ser precursors dels pilons posteriors. Un llarg vestíbul condueix a un pati obert amb una columnata palmiforme de granit vermell. Unes poques restes testimonien que hi havia un paviment d'alabastre al vestíbul i el pati. A banda i banda hi ha magatzems simètricament relacionats. Una porta i una petita escala conduïen a una habitació amb cinc nínxols estàtua. Això era seguit per una avantcambra quadrada amb una sola columna i el vestíbul dels sacrififics. A banda i banda d'aquestes cambres hi havia magatzems. Entre el temple funerari i el recinte esglaonat del complex de la piràmide hi havia quatre grans patis a l'aire lliure. Al sud hi havia una piràmide de culte amb una base en forma de T, una altra que servia segons Lehner i Stadelmann potser per a escorxar animals o per a ritus de purificació, la qual cosa suggereix solcs en el paviment.

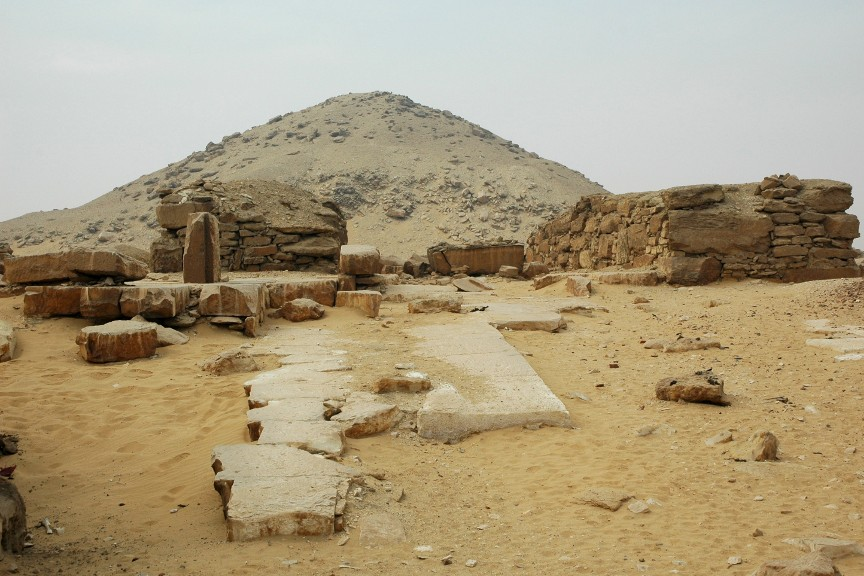
Accés al temple funerari de Djedkare-Isesi amb les restes dels pilons / torres
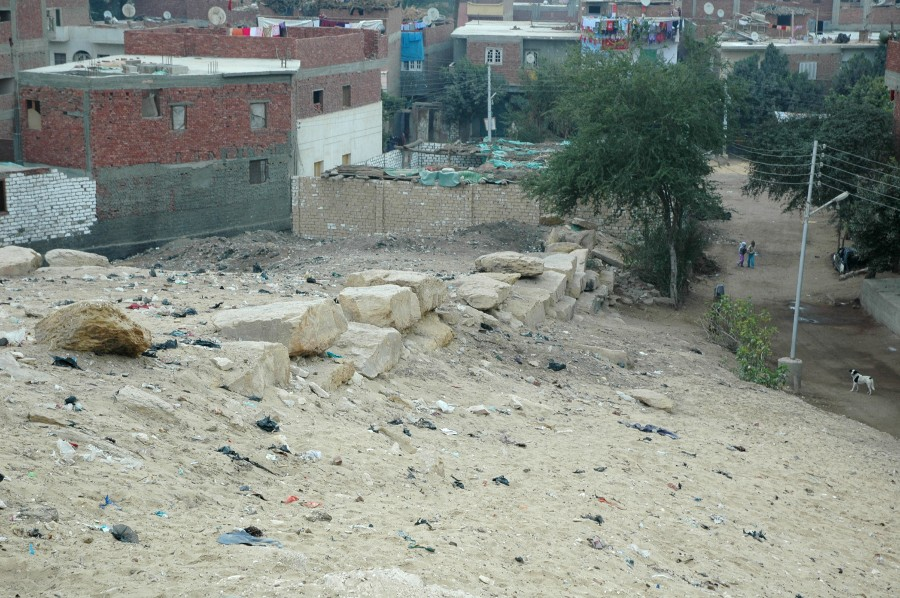
A la part inferior de la calçada i encara preservat, el llogaret de Saqqara al darrere (2011)
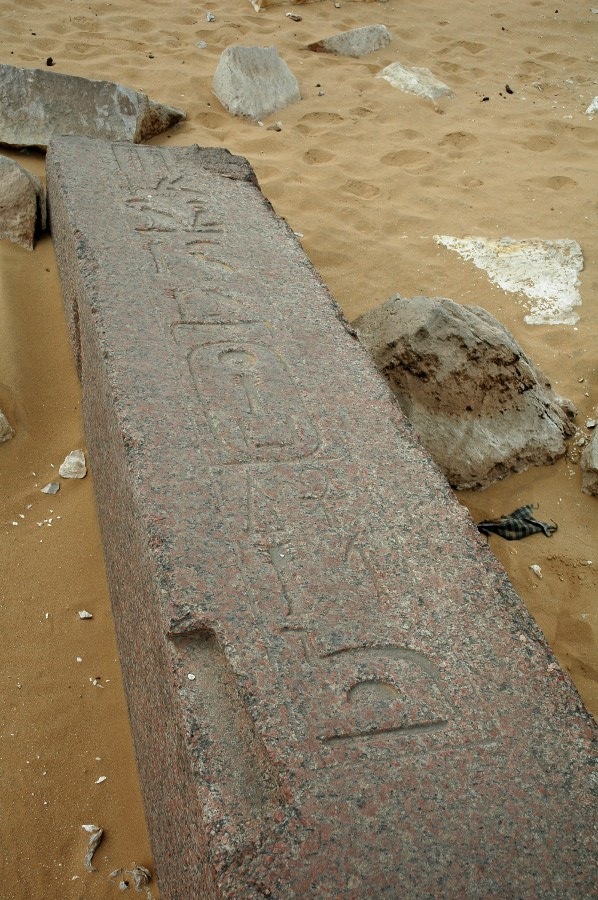
Pilars del temple funerari
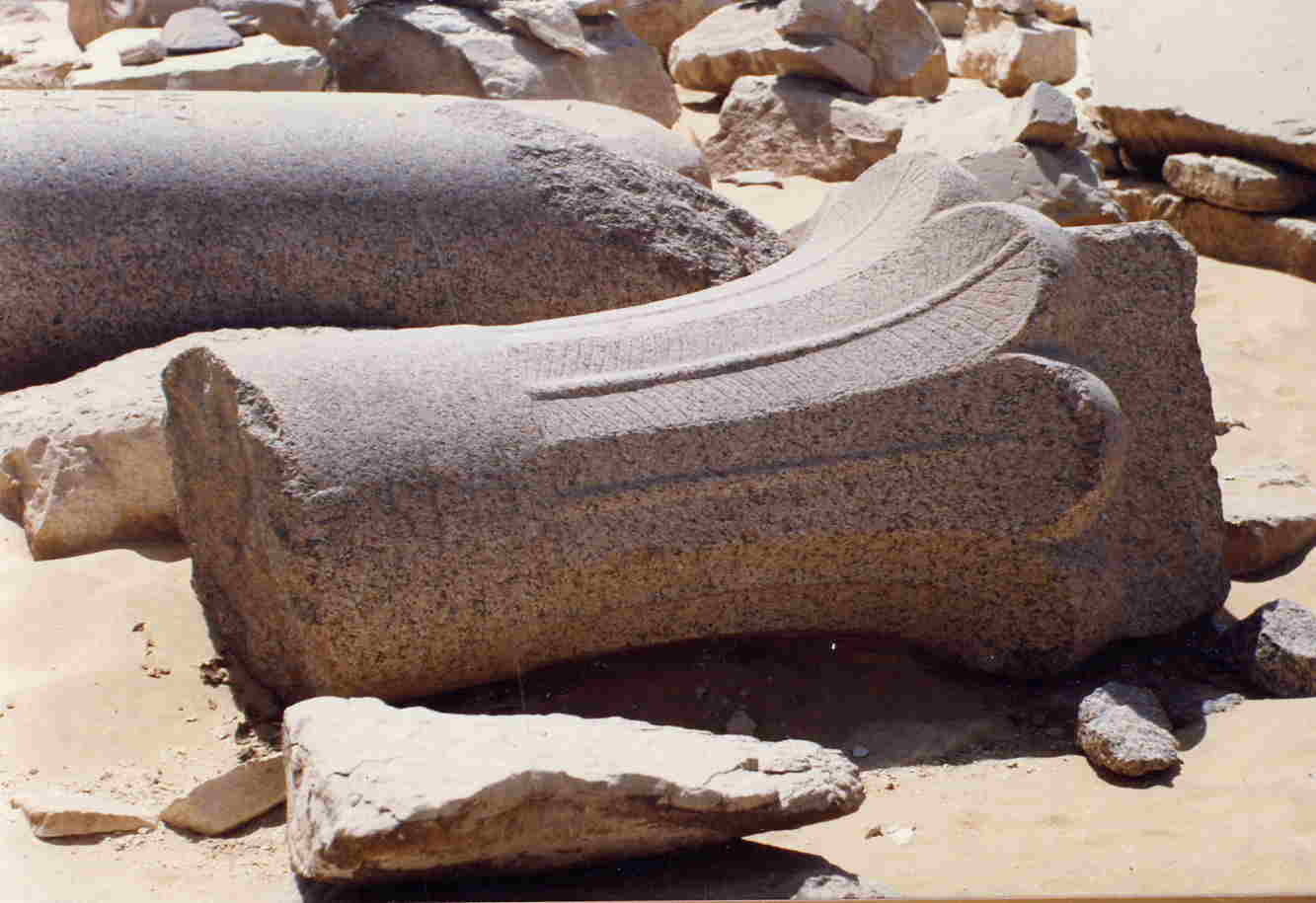
Fragments de les columnes palmiformes del centre del peristil del temple funerari de la Piràmide de Djedkare

### Planta de la piràmide d'una "Reina anònima"
Al nord-est de la Gran Piràmide es troba en un recinte separat la piràmide de la reina sense nom. Aquesta "piràmide de la Reina" té (encara que a una escala més petita) molts elements estàndard d'una piràmide de rei: perímetre propi, vestíbul de sacrificis, magatzems, una avantcambra quadrada amb pilar únic, una columnata, un espai en el punt on normalment hi ha els cinc nínxols estàtua, i hi havia fins i tot rastres que indiquen una petita piràmide de culte.Sorprenentment, aquesta zona de la reina (així com les zones de les reines posteriors) no té la seva pròpia calçada i la vall del temple. A partir dels fragments de relleu disponibles de la planta, segons Peter Jánosi hi ha evidències d'una clara assignació de la planta per a una reina La seva revisió de les característiques arquitectòniques parla en contra de la total identificació d'aquest complex com de rei, però tampoc diu que sigui el d'una reina. Tot el complex d'aquesta manera pren una posició especial en l'arquitectura de les piràmides. També es pot assignar, per raó de motius històrics i cronològics, al sistema de no rei de la cinquena dinastia. Si algú vol, d'altra banda, assignar la planta a una reina, es troba amb el problema que al final de la cinquena dinastia, una esposa reial havia d'haver exercit un paper tan important que pogués admetre la seva arquitectura monumental. Però el tema enfocat als edificis del rei és difícil d'explicar en una planta de reina.

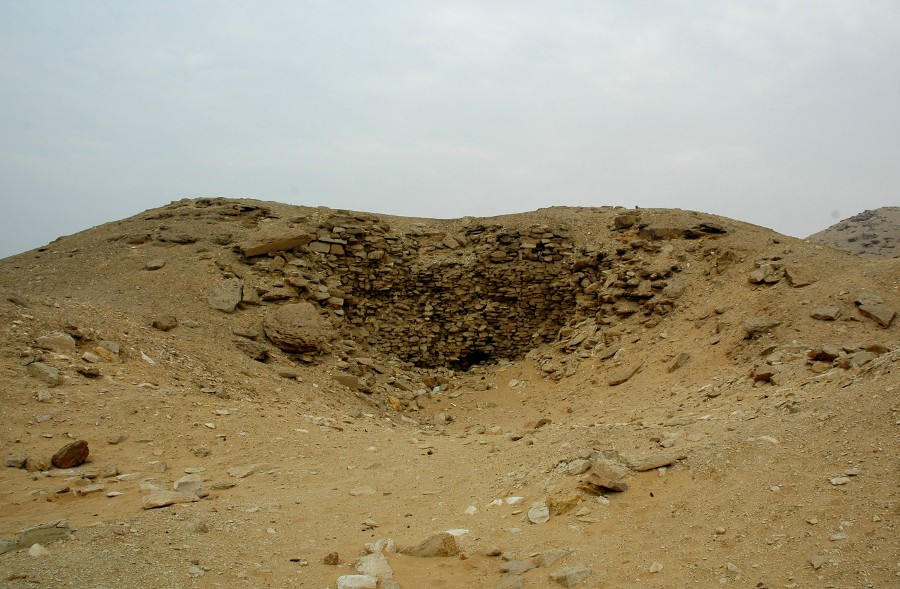
La piràmide de la "Reina anònima"
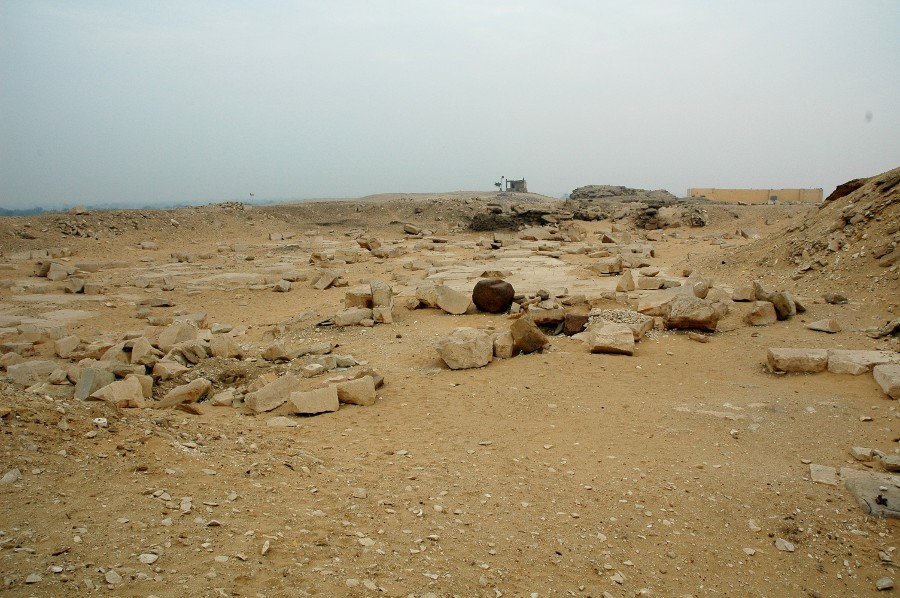
Temple funerari de la piràmide de la "Reina anònima"